# Peruanska inbördeskriget 1834
Peruanska inbördeskriget 1834, även känt som Bermúdez-revolten, var en revolt av anhängare till tidigare presidenten Agustín Gamarra mot regeringen. Gamarra hade velat ha Pedro Pablo Bermúdez som sin efterträdare till presidentposten i stället för Luis José de Orbegoso.
Inbördeskriget började efter valet av general Luis José de Orbegoso till landets provisoriske president. Den tidigare presidenten och general Agustín Gamarra, missnöjd med valresultatet, hetsade general Pedro Bermúdez att väcka ett uppror mot den nya regeringen. Upproret började i januari 1834. Folket delade sig i två fraktioner: bermudister och orbegosister. Den 17 april 1834 drabbade de två sidorna samman i Slaget vid Huaylacucho, i Huancavelica, vilket resulterade i en seger för revolutionärerna. Den 24 april 1834 blev det ytterligare en sammandrabbning nära Jauja. Trots att revolutionärerna kapitulerade, störtades Orbegoso nästa år av sin underordnade Felipe Santiago Salaverry, vilket utlöste Salaverry-Santa Cruz-kriget.
Efter flera månaders strider på olika fronter försonades fraktionerna fredligt. Detta var det första inbördeskriget i Perus historia som republik.